# Patinage de vitesse sur piste courte aux Jeux olympiques de 2014 - 500 mètres femmes
Navigation
Vancouver 2010 Pyeongchang 2018
L'épreuve féminine de 500 mètres de patinage de vitesse sur piste courte aux Jeux olympiques de 2014 (ou short-track) a lieu le 10 février 2014 (qualifications) et le 13 février 2014 (quarts de finale, demi-finales et finales) aux centre de patinage artistique Iceberg.
La Chinoise Jianrou Li est championne olympique devant l'Italienne Arianna Fontana et la Sud-Coréenne Park Seung-hi.

## Résultats

### Tours préliminaires

#### Poules
Q — Qualifiée pour les quarts de finale
PEN — Pénalité
| Rang | Poule | Participants           | Pays            | Temps          | Notes |
| ---- | ----- | ---------------------- | --------------- | -------------- | ----- |
| 1    | 1     | Liu Qiuhong            | Chine           | 43 s 542       | Q     |
| 2    | 1     | Kim A-Lang             | Corée du Sud    | 43 s 919       | Q     |
| 3    | 1     | Lara van Ruijven       | Pays-Bas        | 44 s 023       |       |
|      | 1     | Tatiana Borodulina     | Russie          |                | PEN   |
| 1    | 2     | Elise Christie         | Grande-Bretagne | 44 s 775       | Q     |
| 2    | 2     | Sofia Prosvirnova      | Russie          | 44 s 940       | Q     |
| 3    | 2     | Yui Sakai              | Japon           | 45 s 051       |       |
| 4    | 2     | Andrea Keszler         | Hongrie         | 45 s 215       |       |
| 1    | 3     | Jorien ter Mors        | Pays-Bas        | 44 s 262       | Q     |
| 2    | 3     | Charlotte Gilmartin    | Grande-Bretagne | 44 s 440       | Q     |
| 3    | 3     | Martina Valcepina      | Italie          | 44 s 493       |       |
| 4    | 3     | Biba Sakurai           | Japon           | 44 s 628       |       |
| 1    | 4     | Park Seung-Hi          | Corée du Sud    | 44 s 180       | Q     |
| 2    | 4     | Emily ScottEmily Scott | États-Unis      | 45 s 210       | Q     |
| 3    | 4     | Agnė Sereikaitė        | Lituanie        | 45 s 356       |       |
| 4    | 4     | Véronique Pierron      | France          | 1 min 12 s 278 |       |
| 1    | 5     | Marianne St-Gelais     | Canada          | 43 s 729       | Q     |
| 2    | 5     | Yara van Kerkhof       | Pays-Bas        | 44 s 044       | Q     |
| 3    | 5     | Ayuko Ito              | Japon           | 44 s 174       |       |
| 4    | 5     | Inna Simonova          | Kazakhstan      | 44 s 387       |       |
| 1    | 6     | Arianna Fontana        | Italie          | 43 s 568       | Q     |
| 2    | 6     | Li Jianrou             | Chine           | 43 s 633       | Q     |
| 3    | 6     | Patrycja Maliszewska   | Pologne         | 44 s 154       |       |
|      | 6     | Alyson Dudek           | États-Unis      |                | PEN   |
| 1    | 7     | Fan Kexin              | Chine           | 43 s 356       | Q     |
| 2    | 7     | Jessica Hewitt         | Canada          | 43 s 447       | Q     |
| 3    | 7     | Valeriya Reznik        | Russie          | 45 s 349       |       |
| 4    | 7     | Jessica Smith          | États-Unis      | 1 min 13 s 344 |       |
| 1    | 8     | Valérie Maltais        | Canada          | 44 s 093       | Q     |
| 2    | 8     | Shim Suk-Hee           | Corée du Sud    | 44 s 197       | Q     |
| 3    | 8     | Veronika Windisch      | Autriche        | 44 s 586       |       |
| 4    | 8     | Elena Viviani          | Italie          | 44 s 623       |       |

#### Quarts de finale
Q — qualifiée pour les demi-finales
| Rang | Quart de finale | Nom                 | Nationalité     | Temps          | Notes |
| ---- | --------------- | ------------------- | --------------- | -------------- | ----- |
| 1    | 1               | Park Seung-Hi       | Corée du Sud    | 43 s 392       | Q     |
| 2    | 1               | Marianne St-Gelais  | Canada          | 43 s 595       | Q     |
| 3    | 1               | Yara van Kerkhof    | Pays-Bas        | 43 s 888       |       |
| 4    | 1               | Charlotte Gilmartin | Grande-Bretagne | 44 s 279       |       |
| 1    | 2               | Fan Kexin           | Chine           | 43 s 288       | Q     |
| 2    | 2               | Elise Christie      | Grande-Bretagne | 43 s 402       | Q     |
| 3    | 2               | Emily Scott         | États-Unis      | 44 s 709       |       |
| 4    | 2               | Jessica Hewitt      | Canada          | 1 min 00 s 971 |       |
| 1    | 3               | Liu Qiuhong         | Chine           | 43 s 478       | Q     |
| 2    | 3               | Jorien ter Mors     | Pays-Bas        | 43 s 572       | Q     |
| 3    | 3               | Kim A-Lang          | Corée du Sud    | 43 s 673       |       |
| 4    | 3               | Sofia Prosvirnova   | Russie          | 43 s 862       |       |
| 1    | 4               | Arianna Fontana     | Italie          | 43 s 405       | Q     |
| 2    | 4               | Li Jianrou          | Chine           | 43 s 486       | Q     |
| 3    | 4               | Valérie Maltais     | Canada          | 43 s 550       |       |
| 4    | 4               | Shim Suk-Hee        | Corée du Sud    | 43 s 572       |       |

#### Demi-finales
QA — qualifiée pour la finale A
QB — qualifiée pour la finale B
| Rang | Demi-finale | Nom                | Nationalité     | Temps          | Notes |
| ---- | ----------- | ------------------ | --------------- | -------------- | ----- |
| 1    | 1           | Park Seung-Hi      | Corée du Sud    | 43 s 611       | QA    |
| 2    | 1           | Arianna Fontana    | Italie          | 43 s 624       | QA    |
| 3    | 1           | Marianne St-Gelais | Canada          | 44 s 069       | QB    |
| 4    | 1           | Jorien ter Mors    | Pays-Bas        | 44 s 242       | QB    |
| 1    | 2           | Elise Christie     | Grande-Bretagne | 43 s 837       | QA    |
| 2    | 2           | Li Jianrou         | Chine           | 43 s 841       | QA    |
| 3    | 2           | Liu Qiuhong        | Chine           | 43 s 916       | QB    |
| 4    | 2           | Fan Kexin          | Chine           | 1 min 24 s 431 | QB    |

### Finales

#### Finale A
| Rang                                | Nom             | Nationalité     | Temps    | Notes |
| ----------------------------------- | --------------- | --------------- | -------- | ----- |
| Médaille d'or, Jeux olympiques      | Li Jianrou      | Chine           | 45 s 263 |       |
| Médaille d'argent, Jeux olympiques  | Arianna Fontana | Italie          | 51 s 250 |       |
| Médaille de bronze, Jeux olympiques | Park Seung-Hi   | Corée du Sud    | 54 s 207 |       |
| 8                                   | Elise Christie  | Grande-Bretagne |          | PEN   |

#### Finale B
| Rang | Nom                | Nationalité | Temps    | Notes |
| ---- | ------------------ | ----------- | -------- | ----- |
| 4    | Liu Qiuhong        | Chine       | 44 s 188 |       |
| 5    | Fan Kexin          | Chine       | 44 s 297 |       |
| 6    | Jorien ter Mors    | Pays-Bas    | 44 s 311 |       |
| 7    | Marianne St-Gelais | Canada      | 44 s 359 |       |